# Cathédrale de la ferraille

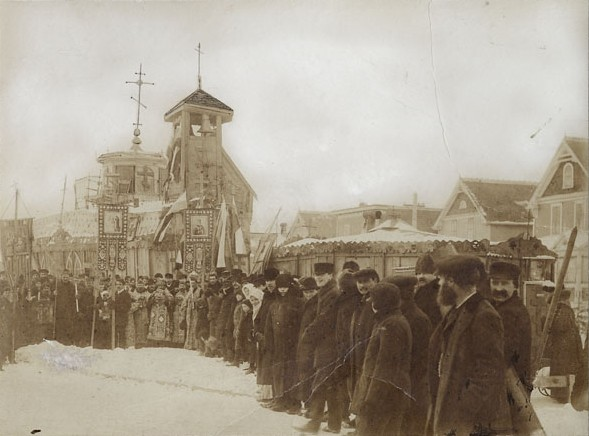
Seraphim et la cathédrale de la ferraille.

La Cathédrale de la ferraille (en ukrainien : Бляшaна Катедра) est la première église ukrainienne indépendante en Amérique du Nord. C'était le cœur de l'Église seraphimite. Fondée à Winnipeg, elle n'avait aucune affiliation avec les églises en Europe.
Les immigrants ukrainiens ont commencé à arriver au Canada en 1891 en provenance des régions occidentales de l'Ukraine, la  Bukovine et la Galicie. Les nouveaux arrivants de Bucovine étaient  orthodoxes grecs et ceux de la Galice étaient  gréco-catholique. Dans les deux cas, ils étaient familiers avec le rite byzantin.  À compter de 1903, la population d’immigrants ukrainiens dans l'Ouest du Canada était devenue suffisamment importante pour attirer l'attention des dirigeants religieux, des politiciens et des éducateurs.

## Personnages principaux

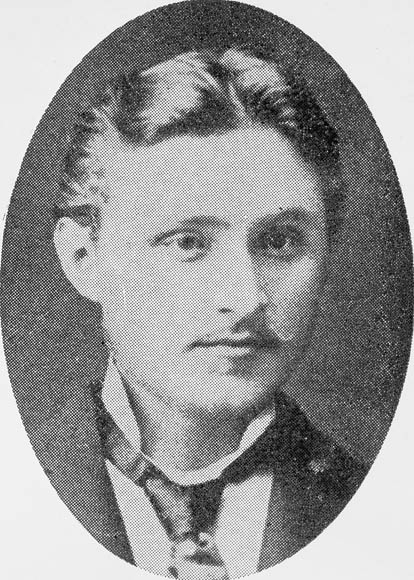
Cyril Genik (1857-1925).

Le personnage central de la communauté ukrainienne de Winnipeg à l'époque était Cyril Genik (1857-1925). Natif de Galice, il était diplômé du Ukrainian Academic Gymnasium  à Lviv. Il avait aussi étudié le droit  brièvement à l'Université de Tchernivtsi.  Genik était un ami d'Ivan Franko, l'auteur ukrainien de (Лис Микита) Renard Mykyta, qui fut nommé pour  le prix Nobel de littérature. Les satires mordants de Franko sur le clergé de son temps et ses penchants socialistes étaient probablement partagés par Genik qui a été le garçon d’honneur au mariage de l’écrivain.  Libérer le peuple du clergé et de la réforme agraire, était un moyen de libérer la paysannerie du joug des bailleurs absents qui contrôlaient les terres par la  complicité et la hiérarchie de l'église. Dès son arrivée au Canada, Genik est devenu le premier Ukrainien à être employé par le gouvernement canadien, et à travailler comme agent d'immigration. Genik, cousin d'Ivan Bodrug (1874-1952) et son ami Ivan Negrich (1875-1946) étaient aussi natifs du village de Bereziv dans le comté de Kolomya et étaient enseignants diplômés dans des écoles primaires de la Galice. Ces trois hommes constituaient le noyau de la communauté intelligente ukrainienne, et étaient connus sous le (Березівська Трійця) Bereziv Triuvirat. Genik, l'aîné, était le seul des trois déjà marié. Son épouse (née Tsurkowsky) Pauline était une femme instruite et fille d'un prêtre. Ils ont eu trois fils et trois filles.   

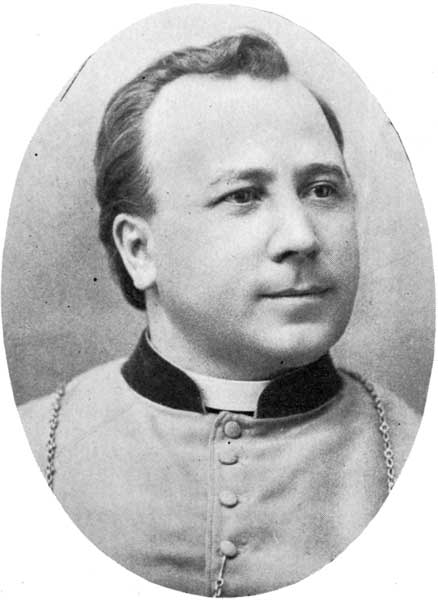
Louis-Philippe-Adélard Langevin (23 août 1855-15 juin 1915).

L'autre personnage principal était l'évêque Seraphim, aussi connu sous le nom de Stefan Ustvolsky. Le  Saint-Synode de Russie qui siégeait à  Saint Petersbourg lui avait enlevé son ordonnance de prêtre. Mais son histoire commence lorsque, pour des raisons personnelles, Ustvolsky a rejoint le Mont Athos où il fut consacré évêque par le Saint-Anphim qui lui aussi prétendait être évêque. Le Saint-Anphim fut soupçonné d'avoir ordonné Ustvolsky pour faire enrager le tsar, car à cette époque il y avait une lutte entre lui et le Saint synode pour le contrôle de l’Église Russe (ce fut son histoire quand il est arrivé dans le nouveau monde). Après être consacré évêque, Seraphim a voyagé en Amérique du Nord et a brièvement habité avec des prêtres ukrainiens en Philadelphie. À son arrivée à Winnipeg, il avait aucune allégeance à  l'Église russe orthodoxe ou autre. Les Ukrainiens dans les Prairies l’ont accepté, comme homme saint qui voyageait, une tradition qui remonte aux origines du christianisme.
Un autre personnage, qui a participé aux événements qui ont mené à la création de la Cathédrale de la ferraille, fut l’assistant de Seraphim, Makarii Marchenko qui est arrivé avec lui des États-Unis. Marchenko a agi en tant que diacre, en aidant Seraphim avec les services de l'église qu'ils connaissaient bien. Mgr Langevin, qui était établi à  St. Boniface et à la tête du  diocèse catholique dans l'Ouest canadien était en contact direct avec le Pie X à  Rome. Mgr croyait que ces prêtres étaient plus que qualifiés  pour répondre aux besoins de la population ukrainienne.  D’autres personnages importants incluaient le Dr William Patrick, le président du Manitoba College, un collège  presbytérien situé à Winnipeg; le Parti libéral du Manitoba; et des missionnaires Russes Orthodoxes,  l'évêque Tikhon comme Chef de la Mission Russes Orthodoxes en Amérique du Nord.

## Événements

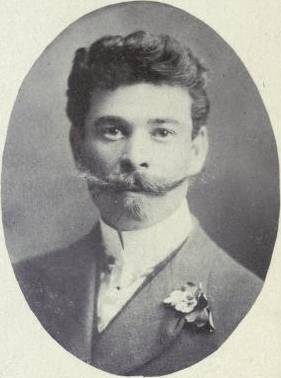
Joseph Bernier (1874-1951)

Si un incident a déclenché le drame suivant, c’est probablement  en 1902 quand un membre de l'Assemblée législative du Manitoba, Joseph Bernier, a présenté un projet de loi  qui donnait le contrôle de propriétés  appartenant à l’ Église Grecque Ruthène (Ukrainiens étaient aussi connus comme les Ruthènes) à l'Église de Rome.  Mgr Langevin avait déclaré que les Ruthènes devaient  prouver qu'ils étaient  catholiques en renonçant à leurs propriétés en faveur de l'église, et non à un individu ou un comité de laïcs comme les  protestants l’avaient fait. La taille de la population ukrainienne dans les Prairies avait également suscité l'intérêt des Missionnaires Russes Orthodoxes. À l’époque, l'Église Russe Orthodoxe dépensait 100 000 $ par an pour le travail des missionnaires en Amérique du Nord. De même, l'Église presbytérienne s'était intéressée et avait invité des jeunes hommes de la communauté ukrainienne à s’enregistrer au Manitoba College (maintenant l'Université de Winnipeg), où des classes avaient été établies pour des jeunes Ukrainiens qui voulaient devenir enseignants (et plus tard des ministres de l'Église indépendante grecque).Maître de la langue  allemande, Dr King, le président du collège, a interviewé les candidats Bodrug et Negrich en allemand. Genik traduisit par écrit leurs documents scolaires du polonais en anglais. Ils sont devenus les premiers étudiants ukrainiens d'une université en Amérique du Nord – À cette époque le Collège du Manitoba était associé à l'Université du Manitoba.
Genik, Bodrug, et Negrich ont agi rapidement pour tenter de solidifier leur communauté. Ils ont impliqué Séraphim. Il est arrivé à Winnipeg au mois d’avril 1903 pour mettre en place une Église indépendante de toutes les églises en Europe qui ne serait loyale à aucun des groupes d'intérêts religieux qui tentaient d’influencer les âmes des nouveaux immigrants ukrainiens dans les Prairies. À leur satisfaction, Seraphim mis en place une église orthodoxe russe (et non pas russe orthodoxe), dont il se déclara chef, et pour apaiser les Ukrainiens elle fut appelée aussi l'Église seraphimite. Il a fourni les paroissiens avec un rite oriental dont les immigrants étaient familiers, a commencé à  ordonner des diacres, et le 13 décembre 1903, un petit bâtiment nommé l'église Saint-Esprit, situé sur le côté est de la rue McGregor entre la rue Manitoba et l’avenue Pritchard, a été béni par Séraphim et ouvert pour les adorateurs.  En novembre 1904, il commença la construction de sa célèbre Cathédrale de la ferraille, fabriqué à partir de ferraille et de bois, au coin de la rue King et l’avenue Stella. Charismatique, Séraphim a ordonné quelque cinquante prêtres et diacres, nombreux étaient presque analphabètes. Ils effectuaient des fonctions sacerdotales à travers les colonies et prêchaient l'orthodoxie indépendante et la propriété fiduciaire des biens de l'Église. En deux ans, cette église prétendait recueillir une congrégation de près de 60 000 pratiquants.  
En raison de certaines indiscrétions et divers problèmes liés à l'alcool, il perdit la confiance de la communauté intelligente qui l'avait invité à Winnipeg, et durant un coup d'État la communauté s’est débarrassée de lui sans perdre la congrégation.  Séraphim se rendit à Saint Pétersbourg pour tenter d'obtenir une certaine reconnaissance et un financement supplémentaire du Saint-Synode russe pour la prospère l'Église Seraphimite. En son absence, Ivan Bodrug et Ivan Negrich, déjà des étudiants de théologie au Manitoba College, ainsi que des prêtres ordonnés dans l'Église Seraphimite, ont réussi à obtenir des garanties de financement pour l'Église Séraphimite des presbytériens, avec la promesse qu'elle suivrait au cours du temps, un modèle presbytérien. Vers la fin de l'automne 1904, Seraphim revient de la Russie, sans  "пособія". À son retour, il découvrit la trahison et a promptement  excommunié  tous les prêtres impliqués. Il a publié leurs photos avec leurs noms imprimés sur leurs poitrines dans les journaux locaux comme si tous étaient des criminels. Sa vengeance s'est avérée de courte durée quand il apprit qu'il avait été lui-même excommunié par le Saint-Synode russe. C’est en 1908 qu’il a quitté pour ne jamais revenir.
La Cathédrale de la ferraille sur l'avenue Dufferin a été détruit par les vandales à une date indéterminée.

## Épilogue
C’est à la suite de ce feu de brousse social et spirituel qui a balayé les Prairies, qu’une communauté ukraino-canadienne est née.
Ivan Bodrug, un de ceux qui avait mené la mutinerie de l'Église Seraphimite, est devenu le chef de la nouvelle Église indépendante. Il était prêtre charismatique dans son propre droit, prêchant un christianisme évangélique avec de l'influence presbytérienne. Il a vécu jusque dans les années 1950. Les bâtiments de l'Église indépendante étaient situés à l'angle de l'avenue Pritchard et la rue McGregor, et même si l'église Saint-Esprit, la première que Séraphim utilisa, a été démolie, le deuxième bâtiment construit avec un financement provenant des presbytériens est encore situé en face du Temple du Travail North-End de Winnipeg.
Mgr Langevin a augmenté ses efforts d'assimiler la communauté ukrainienne dans le giron catholique. Il a créé l'Église  basilienne de Saint-Nicolas -  avec des prêtres belges  tel le Père Achille Delaere et autres, qui lisent la messe en vieux slave, sont  habillés selon le rite grec, et livrent les sermons en polonais - en face de la cathédrale catholique ukrainienne indépendante de Saint-Vladimir et Olga sur la rue McGregor dans le quartier nord  de Winnipeg. Une telle concurrence permettait une plus grande opportunité aux enfants ukraino-canadiens d'apprendre à parler la langue ukrainienne.

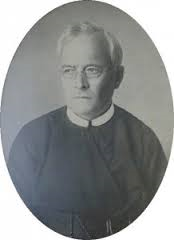
Achille Delaere (1868-1939)

 Le Parti libéral, conscient du fait que les Ukrainiens n'étaient plus alliés avec Mgr Langevin ainsi que les catholiques romains qui se trouvaient alignés avec  le Parti conservateur, s'avancèrent pour financer le premier journal de langue ukrainienne au Canada, le Canadien Farmer (Канадійскій Фермер), dont le premier rédacteur en chef n'était autre que Ivan Negrich.
Seraphim disparu en 1908, mais le journal Ukrainian Voice (Український Голос), qui jusqu’à ce jour est publié à Winnipeg, rapportait qu’il vendait des bibles aux travailleurs du chemin de fer en Colombie-Britannique aussi tard que 1913.  Dans d'autres versions de l'histoire, il retourne en Russie. 
Cyril Genik est déménagé avec sa fille aînée et un de ses fils aux États-Unis, dans l’état du Dakota du Nord pendant un certain temps. Il revint au Manitoba et est décédé en 1925.
Au moment du départ de Seraphim, Makarii Marchenko se déclara non seulement le nouvel évêque de l'Église Seraphimite, mais aussi Arch- Patriarche, Arch-Pape, Arch-Hetman et Arch- Prince. Pour minimiser les risques et pour manifester aucun favoritisme, il a excommunié le Pape et le  Saint-Synode russe.  Il existe des documents qui confirment ses voyages dans des zones rurales jusque dans les années 1930. Il croyait que ses voyages lui permettait d’administrer les rites occidentales auprès des Ukrainiens.